# Robert Lassalvy
 (octobre 2018).
Si vous disposez d'ouvrages ou d'articles de référence ou si vous connaissez des sites web de qualité traitant du thème abordé ici, merci de compléter l'article en donnant les références utiles à sa vérifiabilité et en les liant à la section « Notes et références ».
Robert Lassalvy (Cournonterral, 22 avril 1932 - Montpellier, 30 mars 2001) est un dessinateur de presse français né à Cournonterral, dans l'Hérault.

## Biographie
Après quatre années d'études à l'école des arts graphiques de Paris, il publie ses premiers dessins dans Le Pèlerin en 1950 puis dans Le Rire en 1952. Il collabore ensuite avec l'hebdomadaire Bayard (1955-1962), avec le journal Pilote dès 1959, l'hebdomadaire Cœurs vaillants (1958-1959) puis le mensuel Record (1963-1965).
Après les événements de mai 1968, et la révolution sexuelle qui suit, il dessine, de manière plus polissonne, les travers de ses contemporains, privilégiant le comique de situation et le dessin sans parole,.
D’Ici Paris à Playboy, de Lui à La vie catholique, ses dessins ont été publiés dans la presse française et internationale pendant 50 ans.
Il est nommé au grade de chevalier de l’ordre des Arts et des Lettres le 1er janvier 2000. Il décède quelques mois plus tard à Montpellier . En 2011, sort un ouvrage posthume de 128 pages, intitulé Lassalvy, c'est la vie,.
En janvier 2020, une halle (marché couvert) portant son nom est inaugurée dans son village natal, Cournonterral.

## Albums
- Prenez Lassalvy avec le sourire, Dupuis, 1965
- Les meilleurs dessins de Lui, Denoël, 1966
- Souriez-Lui, dessins de Clivanel (alias Calvi), Lassalvy, Le Saux, Siné, éditions Lui/Le Livre de poche, 1971
- Lassalvy Folies, Ege 1979
- Lassalvy, c'est la vie, MICCE Éditions, préface de Frédéric Dard, 2011